# Kalókastro
Kalókastro (Kalokastro) är en ort i Grekland.   Den ligger i prefekturen Nomós Serrón och regionen Mellersta Makedonien, i den nordöstra delen av landet, 300 km norr om huvudstaden Aten. Kalókastro ligger 80 meter över havet och antalet invånare är 242.
Terrängen runt Kalókastro är kuperad åt sydväst, men åt nordost är den platt. Runt Kalókastro är det ganska glesbefolkat, med 40 invånare per kvadratkilometer. Närmaste större samhälle är Serrai, 19,4 km öster om Kalókastro. == Kommentarer ==
1. ↑  Framräknat ur variansen i alla höjduppgifter (DEM 3") från Viewfinder Panoramas, inom 10 km radie.[2] Mer om algoritmen finns här: Användare:Lsjbot/Algoritmer.